# Chiesa sussidiaria del patrocinio della Beata Vergine Maria
Il Santuario della Madonna del Patrocinio è un piccolo santuario cattolico sorto nel 1720 come piccolo oratorio privato, nell’alta Val Tavareda, sui ronchi di Brescia, sul fronte sud del monte Maddalena. Nel 1720 il ronco è di proprietà di don Cristoforo Tolani (all’epoca sacerdote del Duomo di Brescia). 

## Storia
Il piccolo santuario della Madonna del Patrocinio è situato a Brescia in Maddalena e nasce da un disegno di Gaspare Turbini nel 1762. Fino agli anni settanta del Novecento, il santuario fu custodito dai roncari, nonché dai rettori e poi dai parroci di San Gottardo. La Madonna venerata e pregata in questo luogo si manifestò attraverso numerose grazie e miracoli. Con il trascorrere del tempo la piccola struttura diventa la più bella, omogenea e naturale pinacoteca del XVIII secolo per Brescia, soprattutto grazie agli interventi artistici ed agli ex voto che via via decorano l’interno della chiesetta (oggi ricoverati nel Museo Diocesano di Brescia).

### Fondazione
Don Cristoforo Tolani, segretario del Vescovo e cerimoniere della cattedrale, possedendo in Val Tavareda un ronco, decise di costruirvi un oratorio dedicato a S. Cristoforo, ma dopo averne ottenuto il permesso dovette confrontarsi con una proposta del vescovo del tempo, il card. Gianfrancesco Barbarico. Giaceva allora, nella cappella privata del Vescovo, il quadro raffigurante la Vergine col bambino, che il predecessore, il Servo di Dio Giovanni Alberto Badoer, aveva portato con sé a Brescia, dopo una visita pastorale in Valcamonica nel 1710 in cui casualmente si imbatté in una chiesetta incendiata e abbandonata. Sono allo studio anche delle ipotesi sull’originale collocazione in Valcamonica dell’immagine della Madonna del Patrocinio. Il porporato decise allora di rimuovere la venerata immagine e di portarla con sé. Il quadro fu posto nella cappella privata del palazzo vescovile e il cardinale Badoer la ebbe in profonda venerazione. Si risolse così di trovarvi una degna collocazione che permettesse a tutti di venerare Maria e il fanciullo Gesù. Scomparso Badoer, in fama di santità, nel 1714, il suo successore, il card. Gianfrancesco Barbarico, essendo a conoscenza della vicenda, propose a don Tolani di dedicare l’erigendo oratorio sui Ronchi, alla Madonna del Patrocinio. Nella primavera del 1720 iniziarono i lavori del primo tempietto: era molto semplice e piccolo con muri di creta e fu benedetto il 9 novembre dello stesso anno. Da allora la Madonna venerata in quella santa immagine col titolo di Vergine del Patrocinio continuò a spargere singolari grazie. 

### Dal settecento in poi
A seguito della morte di don Cristoforo, nell’agosto 1750, subito s’accese una lotta fra gli eredi; il Senato della Serenissima, con un decreto in data 31 gennaio 1753, ingiungeva al Podestà di assumere la chiesa sotto la propria vigilanza e custodia. Gianbattista Mazza fu il vero artefice della rinascita e della gloria anche artistica del patrocinio; il santuario riprese di nuovo vita e fu caratterizzato da un notevole afflusso di devoti. La minaccia che il fabbricato potesse crollare fece nascere il progetto di un nuovo tempio più solido. La prima pietra fu posta il 12 novembre del 1762: il nuovo tempio fu edificato nel gusto dell’epoca verso un barocchetto arioso. Il 1 giugno 1780 un decreto del Senato della Serenissima istituiva presso il santuario una “mansioneria” quotidiana, ossia l’ufficio d’un cappellano. Un’ordinanza del Magistrato sopra i monasteri in data 6 giugno 1783 poneva il santuario sotto la giurisdizione del parroco di S. Francesco di Paola, dalla quale passò poi alla nuova parrocchia di S. Gottardo nel 1936, pur rimanendo proprietà della mensa vescovile fino al 1994. La vendita, da parte della curia di tutte le proprietà e adiacenze del Santuario avvenuta alla fine degli anni ’70, portò lentamente ad un totale abbandono del culto e della devozione pubblica. Negli ultimi anni si è cercato di riscoprire il Patrocinio, effettivamente c’è stata una certa risposta positiva anche se il vecchio Santuario rimane a tutt’oggi sconosciuto ai più.
Nel 1994 un decreto di mons. Bruno Foresti passa la struttura alla parrocchia di San Gottardo. Accanto al santuario venne realizzata una abitazione per il rettore che fu poi ampliata per ospitare nel tempo estivo la residenza del Vescovo (l’ultimo che vi trascorse del tempo fu Giacinto Tredici). L’attuale parroco di San Gottardo, don Arnaldo Morandi, ha coordinato l’attività di recupero e tutela del santuario. Il Santuario del Patrocinio al suo interno conserva una copia stampata su tela a grandezza reale della pala del Cattaneo. La pala originale è custodita nella chiesa parrocchiale di San Gottardo.

## Descrizione
Il piccolo santuario della Madonna del Patrocinio è situato su una delle ultime balze dei ronchi; l’attuale chiesa venne disegnata dall’arch. Gaspare Turbini.

### Interni
Saverio Gandino e Francesco Savanni affrescano la cupola e la volta. Giuseppe Orsoni dipinge le pareti con motivi floreali.
Sull’altare venne posta la bella immagine miracolosa della madonna col bambino un vecchio documento attribuisce a Francesco Giugno.  Il cardinale Badoer aveva rinvenuta questa opera in una chiesetta cadente durante la visita pastorale in Valcamonica nel 1710.   
Sante Cattaneo dipinse la grande pala alta quattro metri e quaranta e larga due metri e ottanta. Completano l’ambiente i putti lignei della bussola e del confessionale e quelli dorati dell’arco santo, opere del Carboni e la custodia del Santissimo a forte sbalzo, opera di Roberto Ventura, l’orafo di fiducia del cardinal Querini. 
Nella galleria degli ex voto sono presenti quasi tutti i migliori pennelli bresciani del Settecento quali Francesco Savanni, Cattaneo, Antonio Dusi, Antonio Paglia, Gianbattista Bertelli, Gaudenzio Botti, Luigi Bracchi, ma non mancano nemmeno le migliori firme della pittura veneziana, veronese, mantovana, emiliana quali quelle di Francesco Fontebasso, del Giugno, di Francesco fedeli detto Magiotto, Giovanni Battista Buratto, Francesco Lorenzi,  Antonio Dardani, Giuseppe Varotti, Giuseppe Bazzani, vi collabora il paesaggista Aldo Mazza, il Francesco Battaglioli, Eleonora Monti, ecc. I quadri rappresentano grazie elargite dalla Madonna del Patrocinio in occasione di naufragi, disgrazie, imprese bandistiche, ecc.

## Dedicazione
Il piccolo santuario condivide la dedicazione con la Chiesa di Santa Maria del Patrocinio (In via Ziziola a Brescia bassa) Brescia e provincia hanno altre chiese e chiesette con questa dedicazione:
- la chiesa del Patrocinio di Maria Vergine a Quinzano d’Oglio,
- la Chiesa Parrocchiale del Patrocinio della Beata Vergine Maria di

(Pian Camuno, in particolare si ricorda la frazione di Beata),
- la Chiesa del Patrocinio di Maria Vergine località Novelle, Sellero[9],
- la Chiesa del Patrocinio (o Caporovato a Rovato)

Fuori regione con la chiesa del patrocinio della beata vergine Maria (Chioggia).